# Катаеђо (Сондрио)
Катаеђо је насеље у Италији у округу Сондрио, региону Ломбардија.
Према процени из 2011. у насељу је живело 611 становника. Насеље се налази на надморској висини од 813 м.